# Nessun rimpianto
Nessun rimpianto è un brano musicale scritto e cantato dagli 883. Il brano è il terzo singolo estratto dall'album La dura legge del gol! del 1997.
Nell'album Max 20 è stato reinterpretato insieme a Nek.
Il videoclip della canzone è stato diretto da Fabrizio Ferri ed è stato girato sull'isola di Pantelleria.

## Tracce
1. Nessun rimpianto
2. Innamorare tanto
3. Innamorare tanto (Silver Remix)
4. Innamorare tanto (DJ Pierre Remix)